# Anna Kawalec
Anna Kawalec (ur. w 1968 w Żarowie) – polska antropolog, dr hab., profesor nadzwyczajny Katedry Teorii Poznania Katolickiego Uniwersytetu Lubelskiego.

## Życiorys
W 1993 ukończyła studia polonistyczne, w 1995 studia filozoficzne na KUL. W latach 1995–2001 pracowała jako nauczycielka w III Liceum Ogólnokształcącym im. Unii Lubelskiej w Lublinie. 15 grudnia 2000 obroniła pracę doktorską Teatr jako znak osobowy człowieka. Studium filozoficzne napisaną pod kierunkiem Zofii Zdybickiej. Od 2001 pracuje na macierzystej uczelni, została zatrudniona na stanowisku adiunkta w Instytucie Kulturoznawstwa na Wydziale Filozofii Katolickiego Uniwersytetu Lubelskiego Jana Pawła II. W 2016 uzyskała na Uniwersytecie SWPS stopień doktora habilitowanego na podstawie pracy zatytułowanej  Osoba i Nexus. Alfreda Gella antropologiczna teoria sztuki. 
Piastuje stanowisko profesora nadzwyczajnego w Katedrze Teorii Poznania w Katolickim Uniwersytecie Lubelskim.

## Publikacje
- 2004: Naśladować gest dobroci. O teatr wierny osobie[1]
- 2011: Rozległe konteksty performatyki. Dwugłos...[1]
- 2011: Sztuka performera - estetyka performatywności[1]
- 2012: Antropologiczne kryteria wartościowania dzieł sztuk performatywnych. Refleksje teoretyczne[1]
- 2012: „Droga” i drogi w sztuce performance (z Pascalem i Arystotelesem w tle)[1]
- 2013: The identity of the theater in the world of media ‘mix’[1]